# Dan Weil
Dan Weil est un chef décorateur et directeur artistique français. Outre les nombreux films auxquels il a participé, dont quatre avec Luc Besson (Le Grand Bleu, Nikita, Léon et Le Cinquième Élément), il enseigne à la Fémis.

## Filmographie

### En tant que directeur artistique
- 1986 : Kamikaze de Didier Grousset
- 1991 : Jesuit Joe d'Olivier Austen
- 2000 : The Dancer de Frédéric Garson
- 2014 : Grace de Monaco d'Olivier Dahan

### En tant que chef décorateur
- 1985 : Tristesse et Beauté de Joy Fleury
- 1986 : Black Mic-Mac de Thomas Gilou
- 1988 : Le Grand Bleu de Luc Besson
- 1989 : Moitié-moitié de Paul Boujenah
- 1990 : Nikita de Luc Besson
- 1991 : Hors la vie de Maroun Bagdadi
- 1992 : IP5 : L'Île aux pachydermes de Jean-Jacques Beineix
- 1994 : Léon de Luc Besson
- 1995 : Les Truffes de Bernard Nauer
- 1995 : Rimbaud Verlaine d'Agnieszka Holland
- 1997 : Le Cinquième Élément de Luc Besson
- 1997 : Le Cousin d'Alain Corneau
- 1999 : Belle Maman de Gabriel Aghion
- 2000 : Le Libertin de Gabriel Aghion
- 2002 : La Mémoire dans la peau de Doug Liman
- 2004 : Le Roi Arthur d'Antoine Fuqua
- 2004 : Pédale dure de Gabriel Aghion
- 2005 : Syriana de Stephen Gaghan
- 2006 : Blood Diamond d'Edward Zwick
- 2007 : Les Deux Mondes de Daniel Cohen
- 2008 : Les Insurgés d'Edward Zwick
- 2017 : Barry Seal: American Traffic (American Made) de Doug Liman
- 2019 : Chaos Walking de Doug Liman

## Distinctions

### Récompense
- Césars 1998 : Meilleurs décors pour Le Cinquième Élément

### Nominations
- Césars 1991 : Meilleurs décors pour Nikita
- Art Directors Guild 2003 : prix d'excellence de la création de décor pour La Mémoire dans la peau
- Art Directors Guild 2006 : prix d'excellence de la création de décor pour Syriana